# UAV Engines
UAV Engines Limited (Abk.: UEL) ist ein britisches Unternehmen mit Sitz in Shenstone, das sich mit der Entwicklung, Herstellung und Vertrieb von Wankelmotoren für den Einsatz in unbemannten Flugzeugen (UAV) und Kraftfahrzeugen beschäftigt.
Die Motoren basieren auf der Entwicklung, die bei Norton im Bereich der Wankelmotoren zwischen 1969 und 1992 geleistet wurde. Bei der Gründung des Unternehmens UEL im Jahre 1992 wurden dazu Teile des Entwicklungsteams von Norton übernommen. Es werden Stand 04/2015 zwei luft- und zwei wassergekühlte Wankelmotoren mit einer Leistung zwischen 15 kW und 90 kW gefertigt.

## Motoren
- UAV Engines AR731
- UAV Engines AR741
- UAV Engines AR801 / AR801R
- UAV Engines AR682 / AR682R
- UAV Engines R802